# 明日香村
明日香村（あすかむら）は、奈良県の中央部付近、奈良盆地（大和平野）の南端近くに位置する村である。高市郡に属する。
日本で唯一、全域が古都保存法対象地域の自治体である。また、村全体の世界遺産登録に向けた計画が具体化している。
遺跡・景観保全のため、明日香村特別措置法によって村内全域が歴史的風土保存の対象となっており開発や建築物の規制が厳しい。

## 地理
- 河川：飛鳥川、檜隈川

まわりを丘や山に囲まれた小さな盆地に位置する。

### 隣接している自治体
- 橿原市、桜井市、高市郡高取町、吉野郡吉野町

## 歴史
時代区分の一つである飛鳥時代の名称の由来となっている自治体である。その時代区分の名称が示す通り、元の名称は「飛鳥村」であったが、昭和31年7月3日に阪合村・高市村との合併により、現在の「明日香村」になった。ただし、前身の旧・飛鳥村が成立する明治22年4月1日以前から「飛鳥村」という地名は存在しており、幾つかの村と合併した際に「飛鳥村」が代表地名として残された。
詳細については下記のリンクを参照。

### 沿革

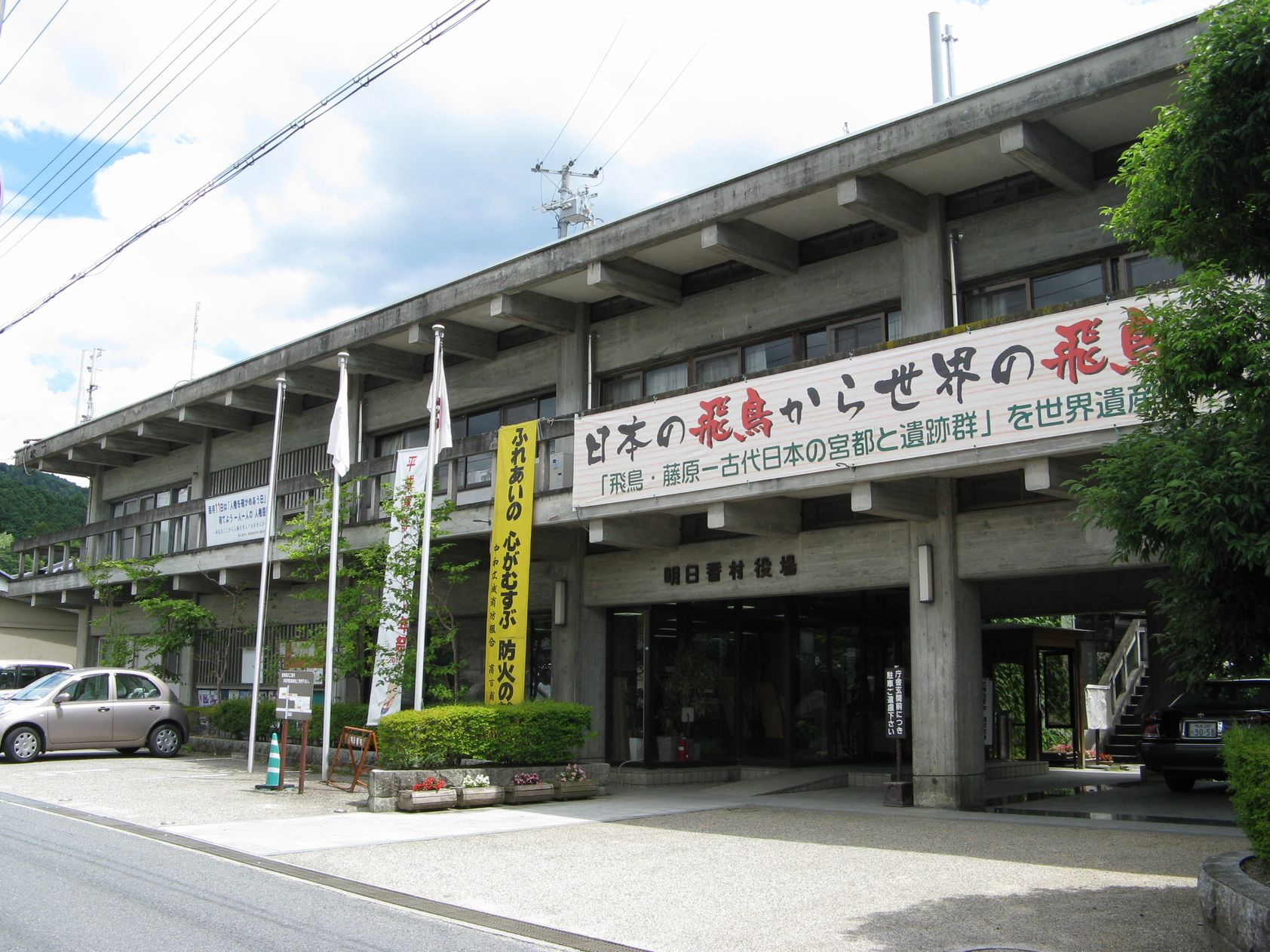
旧明日香村役場（明日香村大字岡55番地）

- 1956年（昭和31年）7月3日 - 阪合村・高市村・飛鳥村が合併して発足。
- 1969年（昭和44年）4月 - 村章を制定[4]。
- 1972年（昭和47年）3月21日 - 高松塚古墳から彩色壁画が発見される。
- 2023年（令和5年）5月8日 - 村役場が移転[5]。

### 村域の変遷
| 明治22年 | 昭和31年 | 現在     |
| -------- | -------- | -------- |
| 奈良県   |          |          |
| 高市郡   |          |          |
| 阪合村   | 明日香村 | 明日香村 |
| 高市村   | 明日香村 | 明日香村 |
| 飛鳥村   | 明日香村 | 明日香村 |

## 行政
- 村長： 森川裕一（もりかわ ゆういち、1956年生、任期 2011年10月23日から。4期目）
- 村議会： 議員定数10人（任期 2025年7月1日まで）
- 衆議院議員選挙の選挙区は「奈良県第3区」、奈良県議会議員選挙の選挙区は「高市郡・橿原市選挙区」（定数：4）となっている[6]。
- 行政においては、隣接する橿原市・高取町と様々な分野において連携を行っている。

## 経済

### 産業
- 観光、農業

### 金融機関
- 南都銀行　明日香支店（岡）

### 農業協同組合
- 奈良県農業協同組合（JAならけん）
  - あすか支店・あすか経済センター（川原）

### 日本郵政グループ
（※2014年6月現在）
- 日本郵便株式会社
  - 明日香郵便局（岡） - 集配局。ゆうちょ銀行ATMはホリデーサービスを実施。
  - 明日香平田郵便局（平田）
  - 飛鳥北簡易郵便局（飛鳥）

※明日香村内の郵便番号は「634-01xx」（明日香郵便局の集配担当）となっている。

## 姉妹都市・提携都市

### 海外
- 扶余郡（韓国 忠清南道）
  - 1972年11月28日姉妹都市提携

## 地域

### 人口
| |                                          |  |
| 明日香村と全国の年齢別人口分布（2005年） | 明日香村の年齢・男女別人口分布（2005年） |  |
| ■紫色 ― 明日香村 ■緑色 ― 日本全国 | ■青色 ― 男性 ■赤色 ― 女性                |  |
| 明日香村（に相当する地域）の人口の推移 \| 1970年（昭和45年） \| 6,573人 \| \| \| 1975年（昭和50年） \| 6,650人 \| \| \| 1980年（昭和55年） \| 6,987人 \| \| \| 1985年（昭和60年） \| 7,109人 \| \| \| 1990年（平成2年） \| 7,363人 \| \| \| 1995年（平成7年） \| 7,126人 \| \| \| 2000年（平成12年） \| 6,846人 \| \| \| 2005年（平成17年） \| 6,343人 \| \| \| 2010年（平成22年） \| 5,856人 \| \| \| 2015年（平成27年） \| 5,523人 \| \| \| 2020年（令和2年） \| 5,179人 \| \| |                                          |  |
| 総務省統計局 国勢調査より |                                          |  |
| 1970年（昭和45年） | 6,573人                                  |  |
| 1975年（昭和50年） | 6,650人                                  |  |
| 1980年（昭和55年） | 6,987人                                  |  |
| 1985年（昭和60年） | 7,109人                                  |  |
| 1990年（平成2年） | 7,363人                                  |  |
| 1995年（平成7年） | 7,126人                                  |  |
| 2000年（平成12年） | 6,846人                                  |  |
| 2005年（平成17年） | 6,343人                                  |  |
| 2010年（平成22年） | 5,856人                                  |  |
| 2015年（平成27年） | 5,523人                                  |  |
| 2020年（令和2年） | 5,179人                                  |  |

### 村民利用施設
- 中央公民館
- 明日香村健康福祉センターたちばな
- 明日香村近隣公園
- 村民テニスコート
- ゲートボール場 - 屋内・高市・阪合の3箇所

### 教育
- 明日香村立明日香小学校
- 明日香村立聖徳中学校 - 校舎など敷地の大部分は、隣接する橿原市五条野町に属する。
- 奈良県立明日香養護学校

## 交通

### 鉄道
- 飛鳥駅（近畿日本鉄道 吉野線）- 近鉄のみならず、日本の大手私鉄で唯一「村」にある駅である。

### バス
- 奈良交通
  - かめバス - 駅と村内の主な観光地を巡回する明日香周遊バス（赤かめ）(奈良交通の路線バス)と、主に村民の生活区域を巡回する明日香循環バス（金かめ）(明日香村のコミュニティバス)。これらが走行しない時間帯は通常の路線バスが運行される。
  - 明日香奥山・飛鳥資料館西～桜井駅（近鉄大阪線・JR桜井線）
  - 大和八木駅〜明日香小山〜橿原神宮前駅（橿原市コミュニティバス、土休日のみ運行）

### 道路
- 一般国道 - 村内を走る一般国道：国道169号
- 県道 - 村内を走る県道：奈良県道15号桜井明日香吉野線、奈良県道124号橿原神宮東口停車場飛鳥線、奈良県道155号多武峯見瀬線、奈良県道206号豊浦大和八木停車場線、奈良県道209号野口平田線、奈良県道210号御園平田線

- 近鉄飛鳥駅、岡寺駅、橿原神宮前駅など7箇所にレンタサイクルがある。
- 村内のタクシーは「橿原タクシー岡営業所」のみ

## 文化・芸術団体
- 明日香村総合型地域スポーツクラブ
- あすか劇団 時空（演劇）
- 和太鼓 倭（和太鼓）
- 飛鳥太鼓（和太鼓）
- コーラス明日香風（合唱）

### 無形文化
- 南無天踊り
- 八雲琴
- 飛鳥蹴鞠
- 万葉朗唱

## 名所・旧跡・観光・祭事

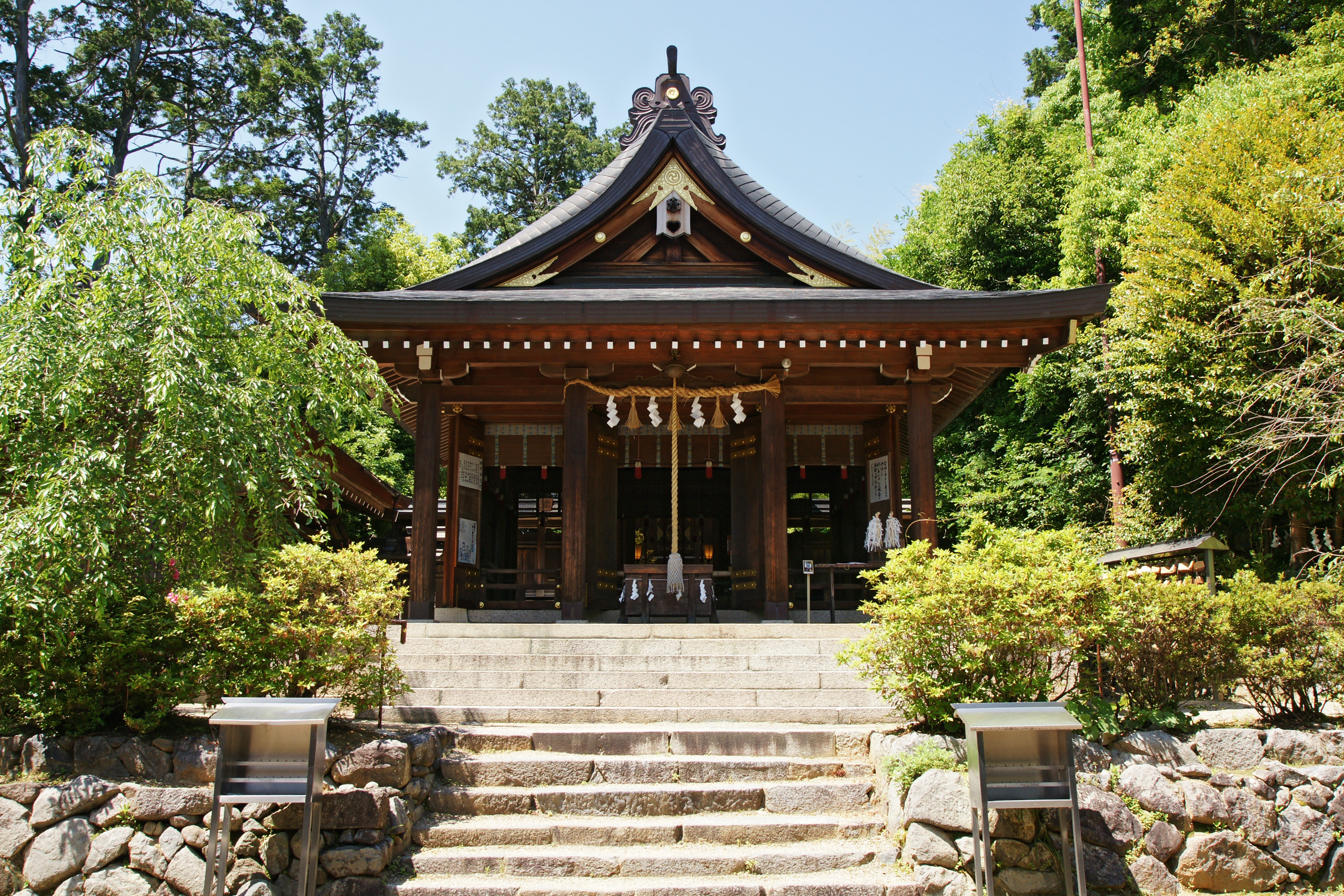
飛鳥坐神社

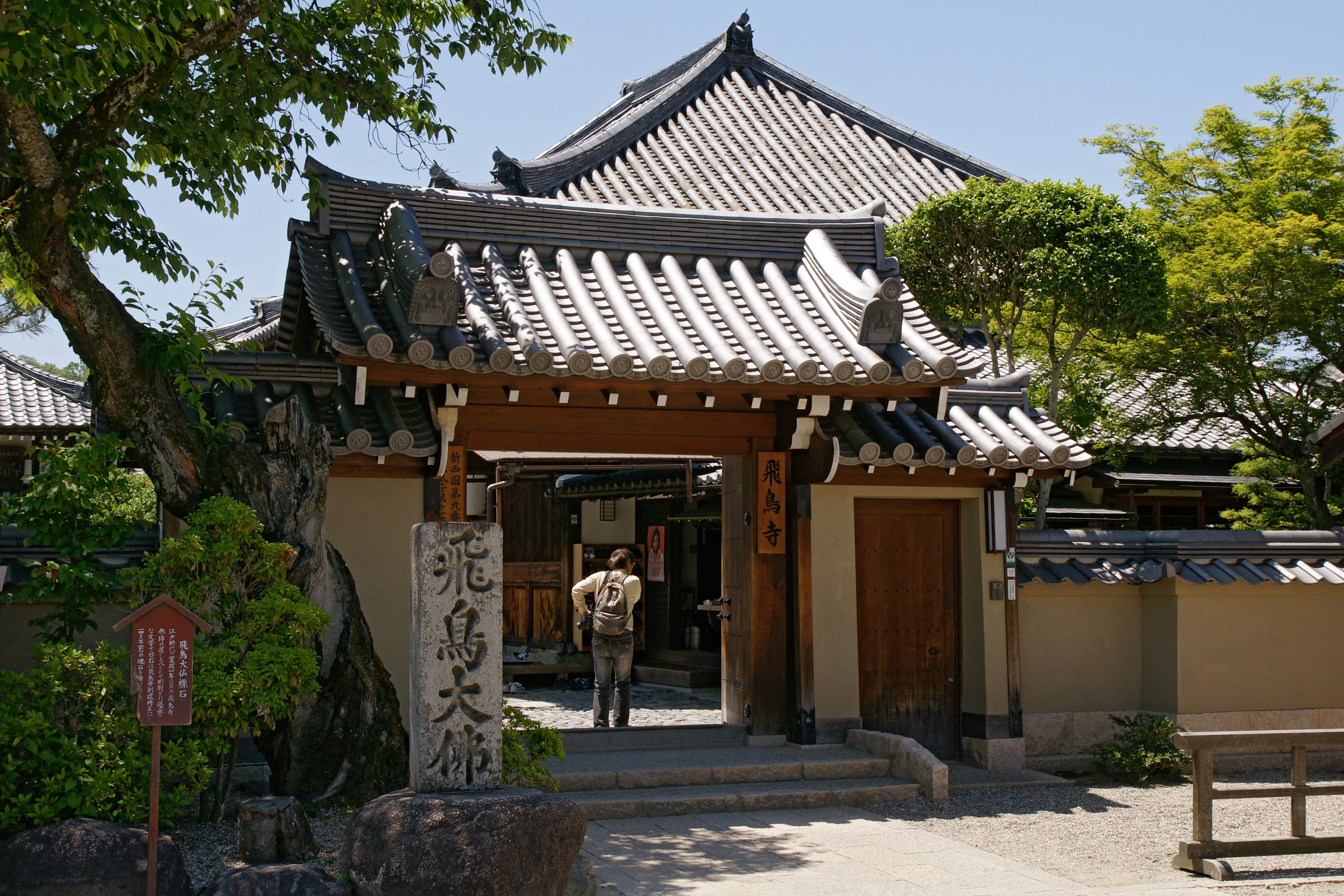
飛鳥寺

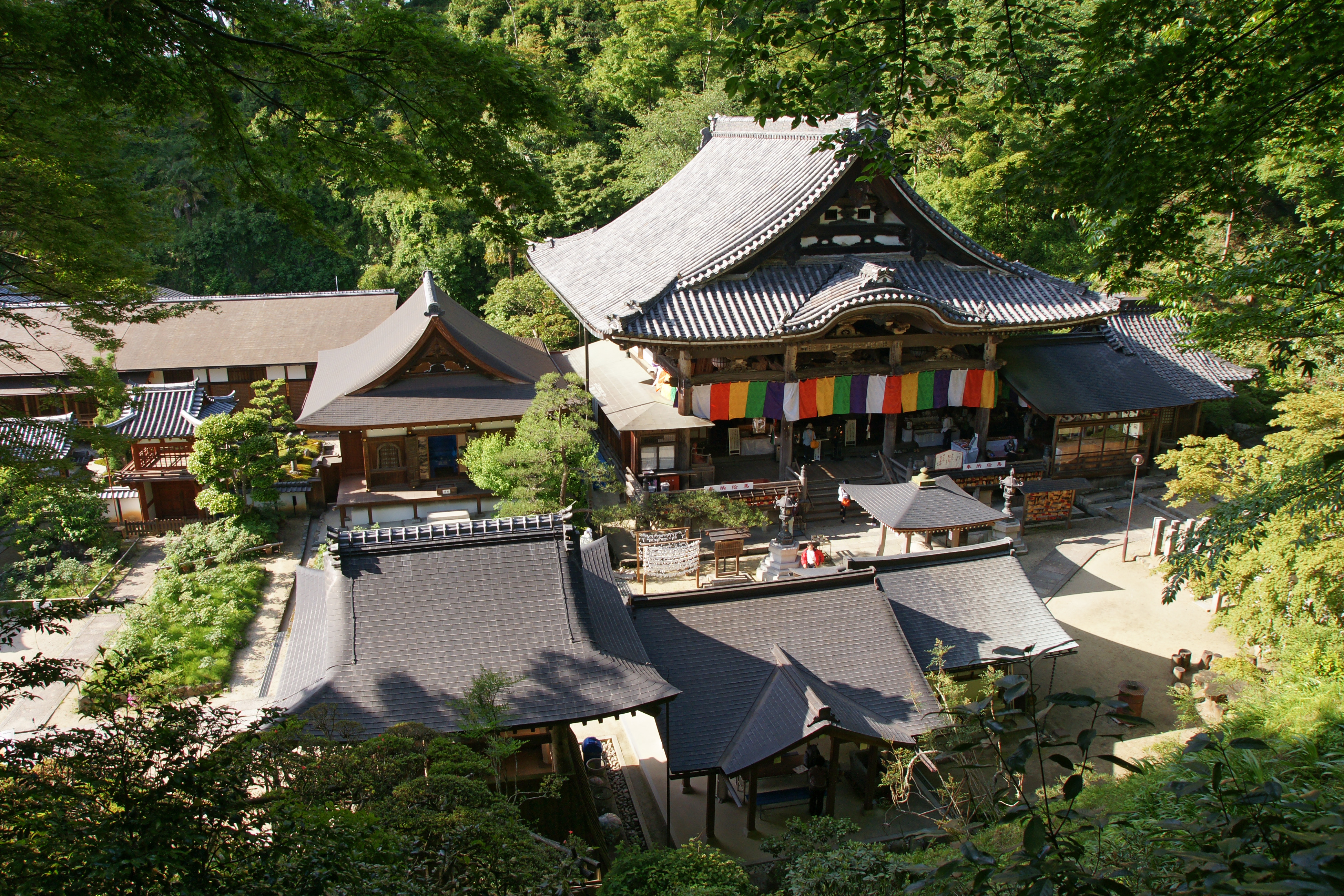
岡寺

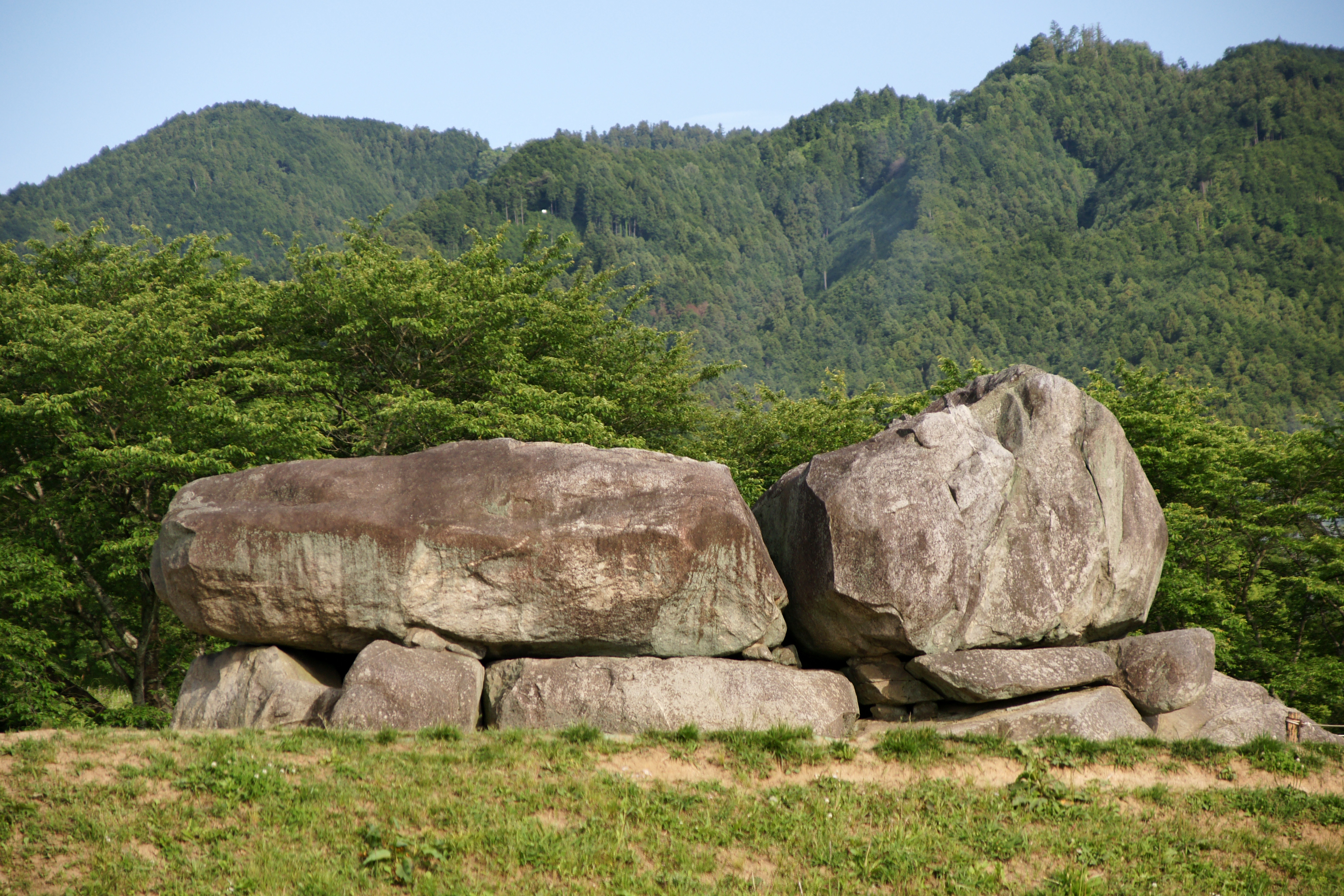
石舞台古墳

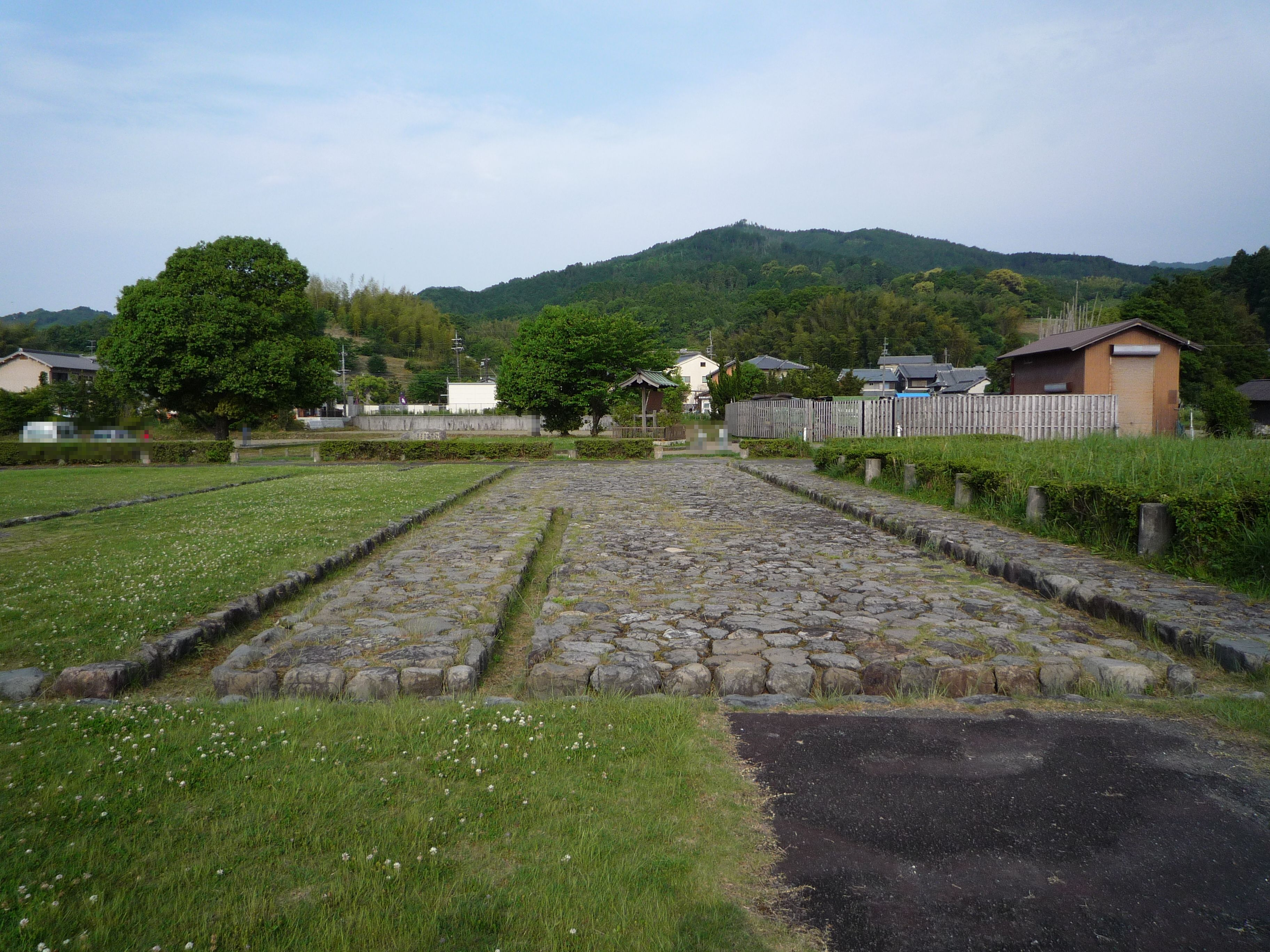
板蓋宮跡

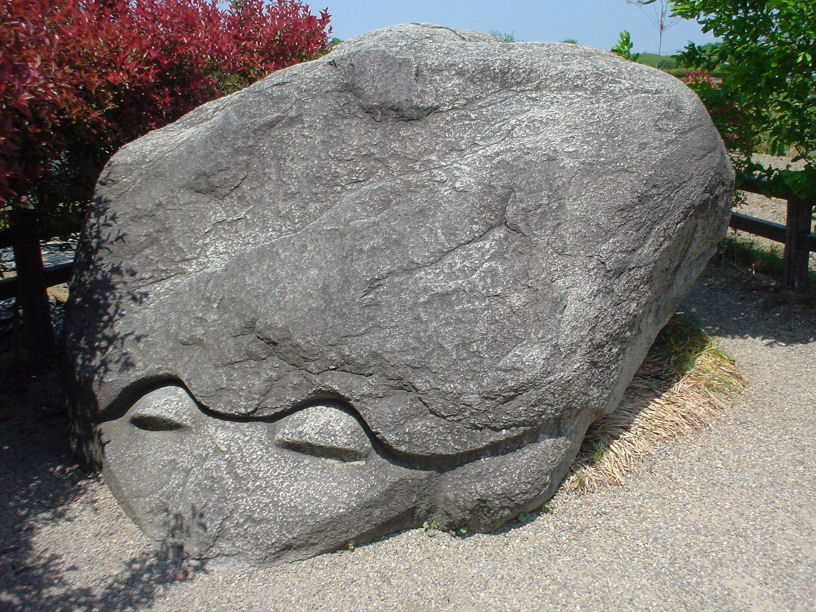
亀石

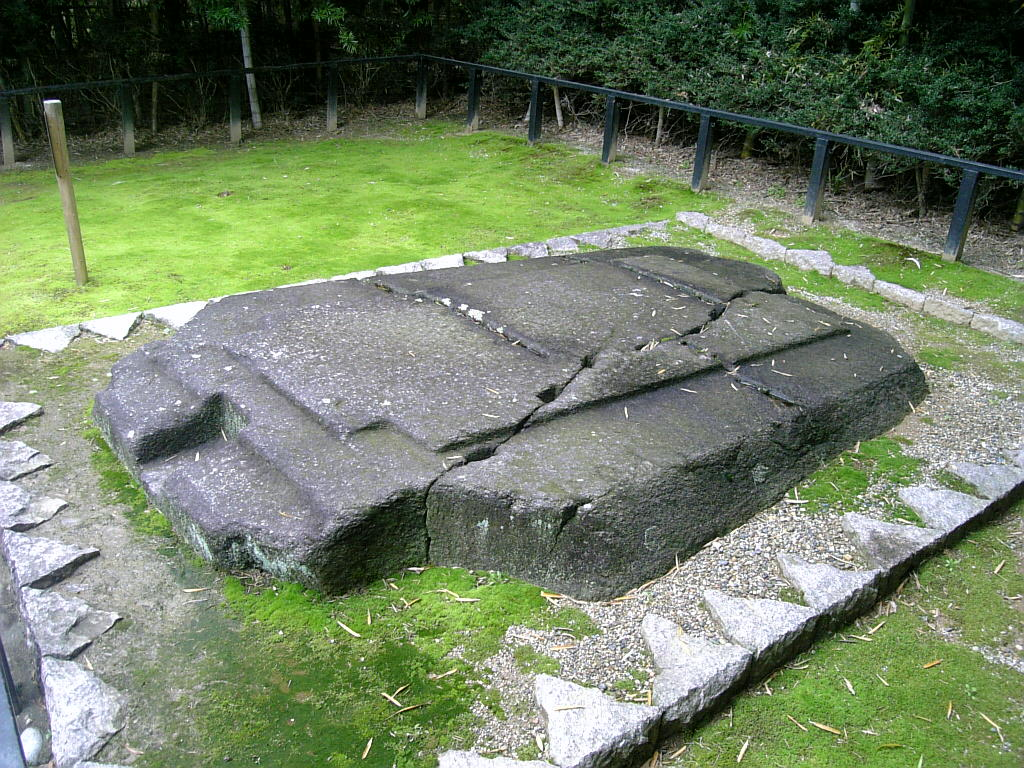
鬼の爼

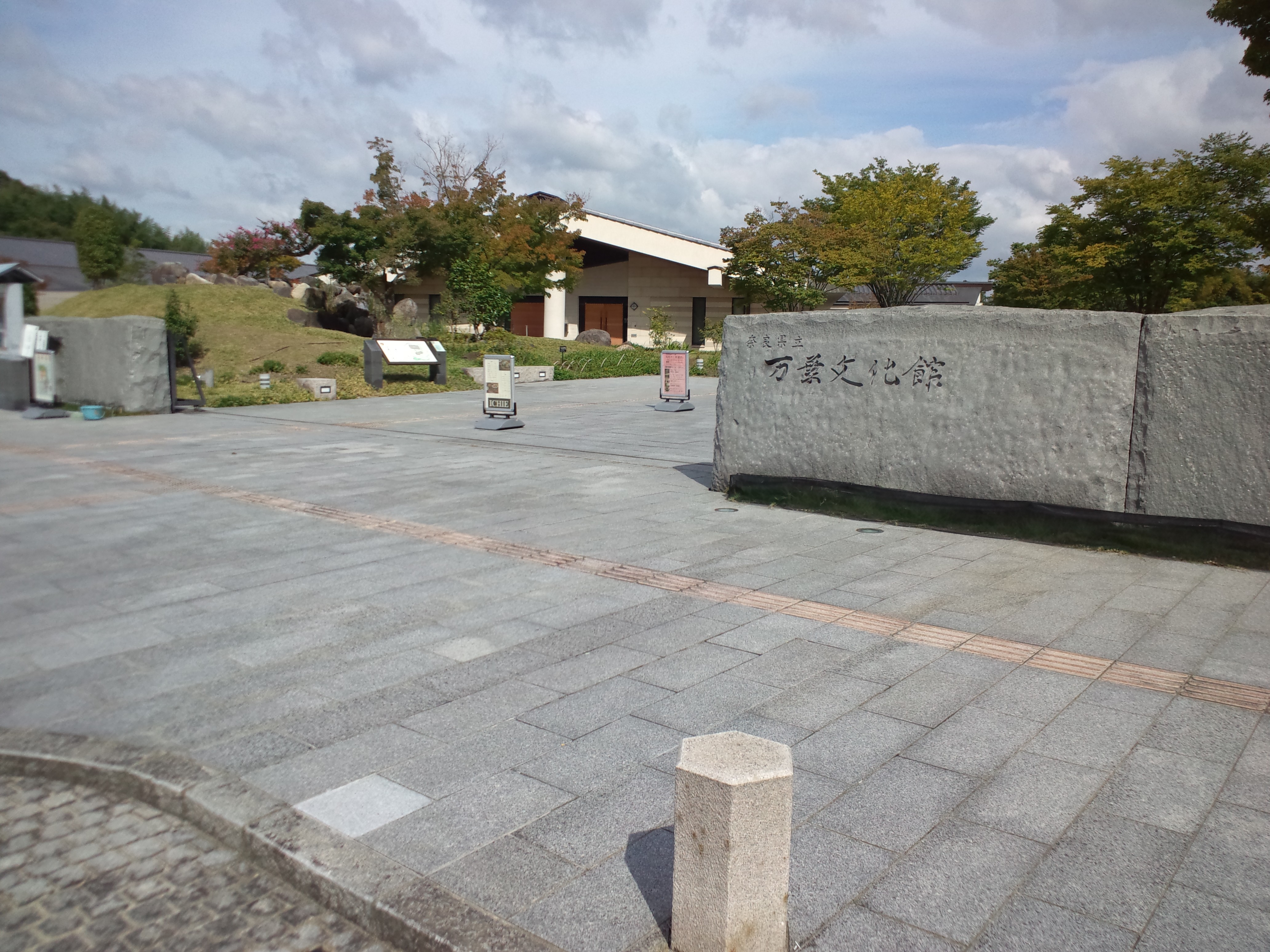
万葉文化館

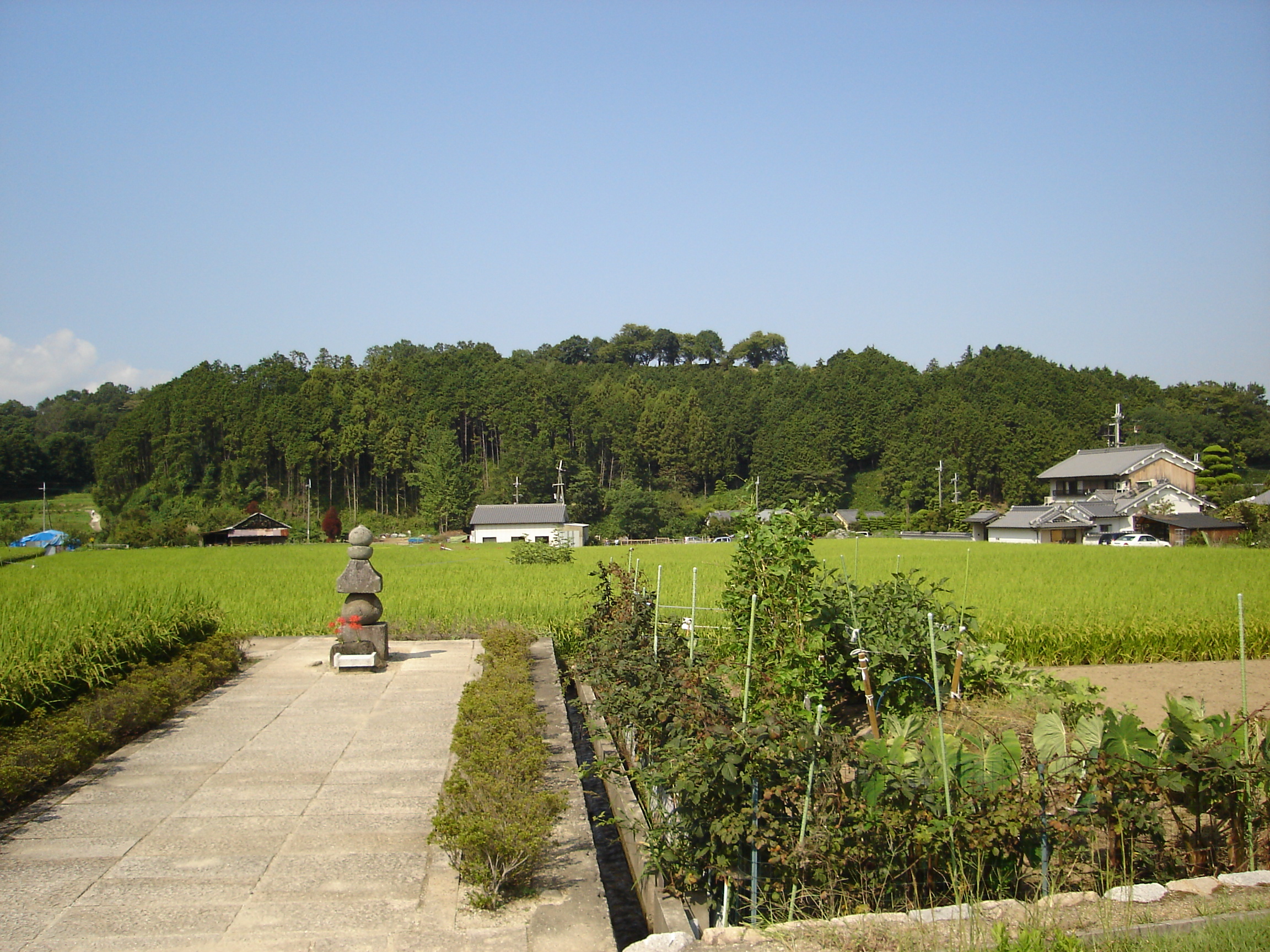
甘樫丘

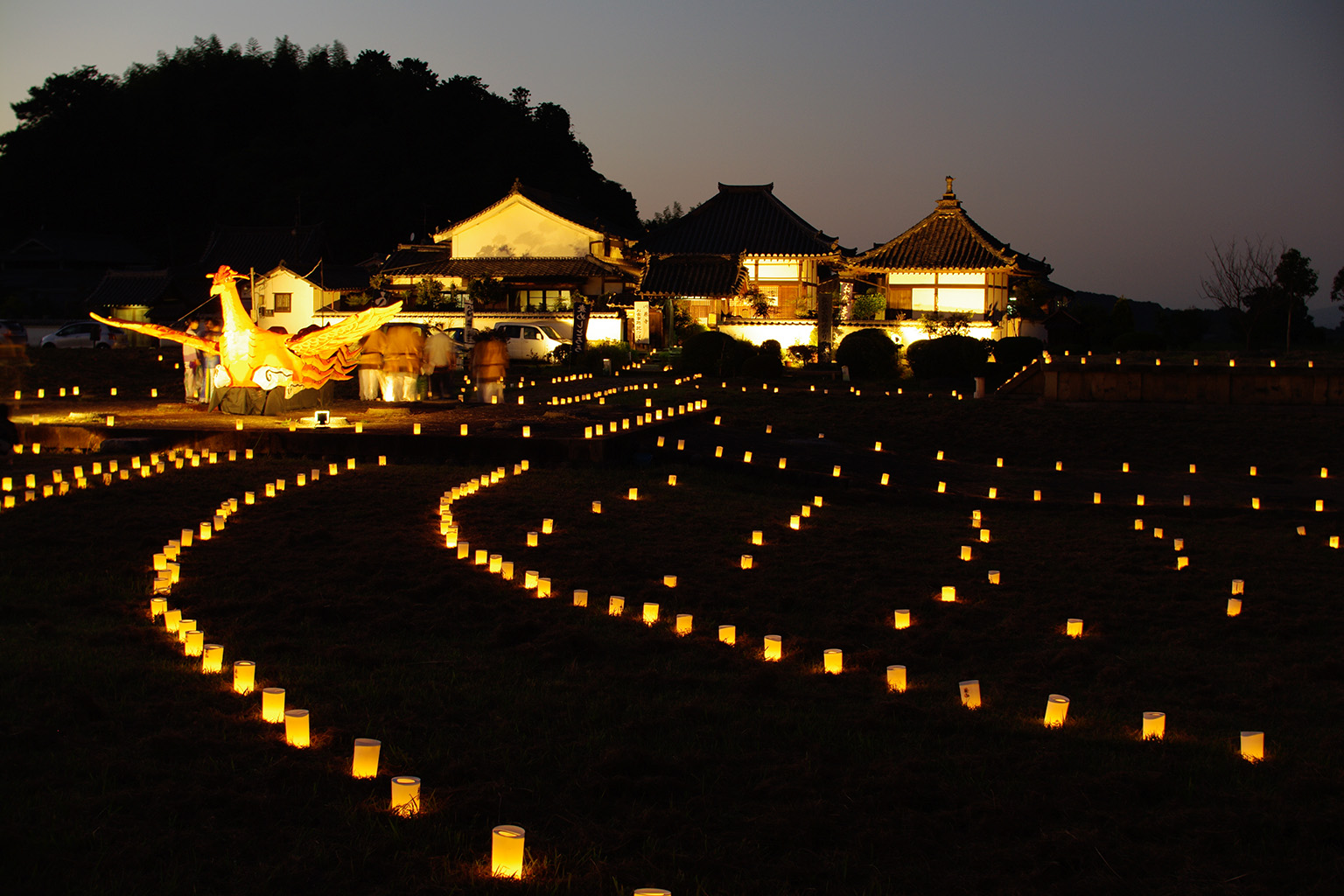
飛鳥光の回廊

### 陵墓
- 文武天皇陵
- 欽明天皇陵
- 天武天皇・持統天皇陵（野口王墓）
- 吉備姫王墓

### 古墳
- 石舞台古墳（特別史跡）
- キトラ古墳（特別史跡）
- 高松塚古墳（特別史跡）
- 梅山古墳
- マルコ山古墳
- 越塚御門古墳
- 都塚古墳
- 岩屋山古墳
- 中尾山古墳
- 牽牛子塚古墳
- 小山田古墳

### 神社
- 飛鳥坐神社
- 甘樫坐神社
- 於美阿志神社
- 大原神社 - 藤原鎌足生誕地

### 寺院
- 飛鳥寺（飛鳥大仏、新西国三十三箇所9番札所）
- 岡寺（龍蓋寺、西国三十三所7番札所）
- 橘寺（新西国三十三箇所10番札所）
- 向原寺
- 川原寺跡
- 大官大寺跡
- 定林寺跡
- 豊浦寺跡
- 檜隈寺跡
- 坂田寺跡

### 宮跡
- 飛鳥京跡（伝飛鳥板蓋宮跡）
  - 板蓋宮
  - 飛鳥京跡苑池[7]（名勝）
  - 飛鳥浄御原宮
- 飛鳥稲淵宮殿跡
- 川原宮
- 岡本宮
- 小墾田宮推定地

### 遺跡
- 飛鳥水落遺跡
- 飛鳥池工房遺跡
- 石神遺跡
- 雷丘東方遺跡
- 飛鳥の石造物
  - 酒船石遺跡
  - 弥勒石
  - 亀石
  - 猿石
  - 鬼の爼・鬼の雪隠

### 博物館・資料館
- 奈良県立万葉文化館
- 奈良文化財研究所飛鳥資料館
- 高松塚壁画館
- 国営飛鳥歴史公園館
- 明日香民俗資料館
- 明日香村埋蔵文化財展示室
- 犬養万葉記念館
- アトンおもちゃ館
- 飛鳥藍染織館

### 公園・自然
- 国営飛鳥歴史公園
- 甘樫丘
- 雷丘

### 祭事・行事
- おんだ祭
- 飛鳥光の回廊 - 秋頃に行われる夜間ライトアップ。
- ミステリーロマン飛鳥
- 棚田の案山子コンテスト
- 明日香サイクリングフェスティバル - 明日香ヒルクライムなど。
- 飛鳥ハーフマラソン
- 村民体育祭
- 夏季花火大会 - 例年、8月中旬に行われることが多い。

## 名誉村民
- 犬養孝（万葉学者）
- 松下幸之助
- 網干善教 - 明日香村出身で古墳発掘調査に寄与。

## 出身有名人
- 岡本全勝（総務官僚、内閣官房参与兼福島復興再生総局事務局長、元復興庁事務次官）
- 荻野貴司（プロ野球選手・千葉ロッテマリーンズ）
- 福元悠真（プロ野球選手・中日ドラゴンズ）
- 脇田珠樹（セブン＆アイ・ホールディングス最高戦略責任者、元ニッセンホールディングス社長、元シャディ会長）